# Тепличне (Запоріжжя)
Тепличне — селище (до 23 квітня 2008 року — селище міського типу) у Шевченківському районі міста Запоріжжя.

## Історія
Тепличне засноване 1946 року, як село імені Жданова. У 1991—2009 роках входило до складу Шевченківського району міста Запоріжжя, як селище Тепличне.
5 липня 1991 року постановою Верховної Ради Української РСР «Про перетворення житлових масивів Шевченківського району міста Запоріжжя «Запорізький тепличний комбінат», «Чапаївка» та «Криничне» в утворення смт Тепличне.
27 вересня 1991 року згідно з рішенням Запорізької обласної Ради народних депутатів № 8 «Про зміни в адміністративно-територіальному устрою окремих районів області» була утворена Теплична селищна рада Шевченківського району міста Запоріжжя з адміністративним центром в селищі міського типу Тепличному.
23 квітня 2008 року ухвалено рішення Запорізької міської ради № 6 «Про виключення з облікових даних селища міського типу Тепличне» про звернення до Запорізької обласної ради з питання виключення з облікових даних селища міського типу Тепличного.
23 квітня 2009 року ухвалено рішення Запорізької обласної ради «Про виключення з облікових даних селища міського типу Тепличне, розташованого в Шевченківському районі м. Запоріжжя», відповідно з яким смт Тепличне зняте з обліку, скасований п. 1.1 рішення ради від 27 вересня 1991 року щодо утворення Тепличної селищної ради.

## Населення
Населення за даними перепису 2001 року — 2626 осіб.

### Мова
Розподіл населення за рідною мовою за даними перепису 2001 року:
| Мова            | Кількість | Відсоток |
| --------------- | --------- | -------- |
| українська      | 1557      | 59,2 %   |
| російська       | 1054      | 40,08 %  |
| вірменська      | 13        | 0,49 %   |
| грецька         | 1         | 0,04 %   |
| інші/не вказали | 5         | 0,19 %   |
| Всього:         | 2630      | 100 %    |